# 7167 Laupheim
7167 Laupheim è un asteroide della fascia principale. Scoperto nel 1985, presenta un'orbita caratterizzata da un semiasse maggiore pari a 3,1310909 UA e da un'eccentricità di 0,2040000, inclinata di 23,44053° rispetto all'eclittica.